# Primož Trubar
Primož Trubar (latinosan Primus Truberus) Reschwitz, 1508. június 9. – Derendingen (ma a németországi Tübingen része), 1586. június 28.) szlovén protestáns lelkész, író és fordító, a szlovén irodalmi nyelv megteremtője.

## Életpályája
Trubar a mai Rašicán (még Raščica, Račca vagy Rastčica) született Velike Lašče közelében. Apja, Miha, ács és molnár, a turjaki grófok alattvalója volt. Az első reschwitzi Trobarral 1482-ben találkozhatunk az urbáriumokban. A vezetéknév szerint, Trubar dédapja trombitás (trobar) lehetett, talán udvari trombitás, trombitás kikiáltó. A Trubar, Truberus név valószínűleg a latin iskolában alakult ki. A Primož/Primus keresztnév a latin primo (első) szóra megy vissza, ami így szó szerint elsőszülöttet jelent. Magyar megfelelője az Előd.
Szülőhelye, Reschwitz Trubar idejében fontos gazdasági és közlekedési központ volt. A falu tizenhárom gazdaságot és három malmot számlált. A nemzetközi forgalom miatt a falunak vámháza is volt. Primož Trubar apja céhmester volt – kulcsár, aki a közösség nevében felügyelte az egyház vagyonát -, ill. vámos, aki a auerspergi (ma Turjak) vámház bevételeit könyvelte, tehát minden bizonnyal tudott írni.
1520-ban apja engedélyt kért a auerspergiektől, hogy fiát, Primožt lelkésznek taníttathassa. Primož 12 éves volt, mikor elhagyta otthonát. Egy évig Fiumében, majd két évig Salzburgban járt iskolába. Ezután Triesztbe került Bonomo püspökhöz; a püspök inasa volt, emellett a székesegyház énekkarában énekelt. Bonomo püspökön keresztül került kapcsolatba a protestantizmussal.
19 éves korában Bonomo rábízta a Steinbrück (ma Zidani Most) melletti Loka egyházközségét, melyet Trubar hamarosan átadott helyettesének, ő maga pedig Bécsben vállalt teológusi állást. 1530-ban Bonomo püspök felszentelte, és vikáriusnak nevezte ki Tüfferbe (ma Laško), ahol Rotterdami Erasmus szellemében prédikált, és hirdette az evangéliumot. Ezután Laibachban (ma Ljubljana) folytatta munkáját. Prédikációiban a svájci reformátorok és zwingliánusok bibliamagyarázatát, valamint Luther hittételeit is felhasználta. Nézetei miatt 1540-ben elüldözték, ekkor került ismét Triesztbe, ahol szlovén nyelvű prédikátorként működött. Ekkor ismerkedett meg közelebbről Kálvin tanításaival. Bonomo közbenjárására 1542-ben kanonoki kinevezést kapott és visszatért Laibachba. Az új laibachi püspök, Textor 1547-ben kiátkozta. 1548-ban Nürnbergbe menekült.
Németországban Rothenburgban kapott prédikátori állást. Hamarosan megnősült, Matija Sitar leányát, Barbarát vette feleségül. Áttért az ágostai hitvallásra, hivatalosan is protestáns lett.
Ebben az időben kezdte el foglalkoztatni a szlovén nyelvű irodalom megteremtésének gondolata. Véleménye szerint a szlovének körében csak úgy terjeszthető az új hit, ha megfelelő szlovén nyelvű nyomtatott anyag is rendelkezésre áll. Hogy ezt megteremtse, összeállított egy katekizmust és egy ábécéskönyvet. A szlovén irodalmi nyelv alapjául a középszlovén nyelvjárást választotta, bár tévesen azt hitte, hogy ez minden szlovén számára elfogadható nyelvi norma. Ellenben, főleg keletebbre fekvő, stájer- és magyarországi szlovénség nem tudott ezekre a könyvekre támaszkodni, mert szinte nem értették a tisztán közép-szlovén nyelvű irodalmat. Emiatt kialakultak külön stájer, karintiai és magyarországi szlovén nyelvek is (lásd: vend nyelv), viszont Trubart követően a krajnai nyelv nem fogadta el ezek létét, sőt igyekezett egyeduralkodóvá válni a szlovén nyelvi térségben.
Első két könyvét Trubar Tübingenben nyomtatta ezer példányban. Az Ábécéskönyv (Abecedarium) 1550-ben, a Katekizmus (Cathechismus in der windischen sprach) 1551-ben jelent meg. Ezzel Trubar tekinthető a szlovén nyelvű irodalom megteremtőjének.
1561-ben visszatért Laibachba, ahol szuperintendensi tisztséget vállalt. 1565-ben ismét el kellett hagynia a várost, és visszatért Németországba. Derendingenben kapott lelkészi állást, melyet egészen haláláig betöltött. Trubar 78 évesen halt meg Derendingenben, sírja itt található.

## Művei
Trubar 24 könyvet írt, ebből 22-t szlovén, kettőt német nyelven. Munkássága magában foglalja az Újtestamentum teljes fordítását, az Ótestamentumból pedig a Dávid zsoltárok fordítását.
Az elsők között megjelent Katekizmus hat verset, két imádságot és egy prédikációt tartalmaz, valamint néhány fejezetet a protestáns tanításból. Az Ábécéskönyvet olvasókönyvnek szánta, amelyből a szlovének olvasni tanulhatnak. Eleinte a gót ábécét használta, de kortársa Adam Bohorič az 1580-as években kidolgozott egy könnyebb helyesírási mintát, amit aztán ő és más protestáns írók is átvettek.
1555-ben jelent meg az első két könyv második kiadása, valamint Máté evangéliumának fordítása (Ta Evangeli Svetiga Matevža). 1557-ben adta ki az Újtestamentum fordításának első részét (Ta pervi deil tiga Noviga testamenta). A közel ezer oldal terjedelmű könyv tartalmazza az evangéliumok fordítását és az Apostolok cselekedeteit, egy kalendáriumot (Ta slovenski koledar) valamint a Posztillát (Postila), a vasárnapi és ünnepnapi evangéliumok magyarázatát. 1560-ban jelent meg az Újtestamentum fordításának második része (Ta drugi deil tiga noviga testamenta), valamint Pál apostol rómaikhoz írt leveleinek fordítása (Pavlovo pismo Rimljanom).
1577-ben befejezte az Újtestamentum fordítását (Noviga testamenta puslednji dejl), majd öt évvel később, 1582-ben jelentette meg élete fő művét, a teljes, javított Újtestamentum fordítást (Ta celi novi testament). Utolsó műve Luther Házi posztillájának (Hišna postila) fordítása, amely azonban már csak halála után jelent meg.

## Primož Trubar a szlovén pénzeken
- 10 toláros szlovén bankjegy
- szlovén 1 eurós érme
- szlovén alkalmi 2 eurós érme Primož Trubar születésének 500. évfordulójára (2008)

## Fordítás
- Ez a szócikk részben vagy egészben  a   Primož Trubar című szlovén Wikipédia-szócikk fordításán alapul.  Az eredeti cikk szerkesztőit annak laptörténete sorolja fel. Ez a jelzés csupán a megfogalmazás eredetét és a szerzői jogokat jelzi, nem szolgál a cikkben szereplő információk forrásmegjelöléseként.